# Hybauchenidium gibbosum
Hybauchenidium gibbosum är en spindelart som först beskrevs av Thorwald Julius Sørensen 1898.  Hybauchenidium gibbosum ingår i släktet Hybauchenidium och familjen täckvävarspindlar. Inga underarter finns listade i Catalogue of Life.